# B. Ramakrishna Rao

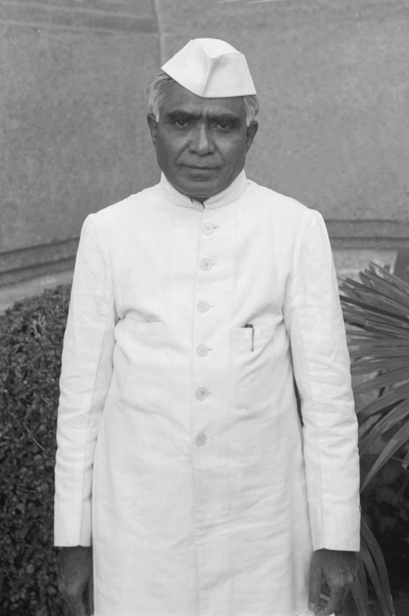
Burgula Ramakrishna Rao (1952)

Burgula Ramakrishna Rao (Hindi: बुर्गुला रामकृष्ण राव, Tamil: புர்குல ராமகிருஷ்ண ராவ், Telugu: బూర్గుల రామకృష్ణారావు; * 13. März 1899 in Parakala, Distrikt Mahabubnagar, Hyderabad, Britisch-Indien, heute in: Telangana; † 14. September 1967 in Hyderabad) war ein indischer Politiker des Indischen Nationalkongresses (INC), der unter anderem von 1952 bis 1956 Chief Minister des Bundesstaates Hyderabad sowie Gouverneur der Bundesstaaten Kerala und Uttar Pradesh war. Er war zudem zwischen 1962 und 1966 Mitglied der Rajya Sabha, des Oberhauses des Parlaments (Bhāratīya Sansad).

## Leben
Burgula Ramakrishna Rao, Sohn von Narasinga Rao, absolvierte zunächst ein grundständiges Studium, welches er mit einem Bachelor of Arts (B.A.) beendete. Ein Studium der Rechtswissenschaften schloss er mit einem Bachelor of Laws (LL.B.) ab. Er war nach der Unabhängigkeit Indiens vom Vereinigten Königreich am 15. August 1947 für den Indischen Nationalkongress (INC) Mitglied der Legislativversammlung (Vidhan Sabha) des Bundesstaates Hyderabad und bekleidete zwischen 1950 und 1952 auch Ministerämter im Kabinett von Chief Minister M. K. Vellodi. Als Nachfolger von Vellodi wurde er am 6. März 1952 selbst Chief Ministzer von Hyderabad und bekleidete dieses Amt bis zum 31. Oktober 1956 als Hyderabad aufgrund des States Reorganisation Act zum 1. November 1956 unter die Bundesstaaten Bombay, Andhra Pradesh und Mysore aufgeteilt wurde.
Daraufhin wurde Rao am 22. November 1956 erster Gouverneur von Kerala, einem neu entstandenen Bundesstaat, der aus dem ehemaligen Fürstenstaat Travancore-Cochin hervorging. Er bekleidete dieses Amt bis zum 30. Juni 1960 und wurde daraufhin von V. V. Giri abgelöst, der von 1969 bis 1974 Staatspräsident Indiens war. Er selbst wiederum löste Giri zum 1. Juli 1960 als Gouverneur von Uttar Pradesh ab und verblieb in dieser Funktion bis zum 15. April 1962, woraufhin Biswanath Das ihn ablöste.
Zuletzt wurde B. Ramakrishna Rao, dem auch ein Ehren-Doktor der Literaturwissenschaften (Honorary Doctor of Letters) sowie ein Ehren-Doktor der Rechte (Honorary Doctor of Laws) verliehen wurde, am 21. Juni 1962 Mitglied der Rajya Sabha, des Oberhauses des Parlaments (Bhāratīya Sansad). Er gehörte dieser als Vertreter des Bundesstaates Andhra Pradesh bis zum 2. April 1966 an. Aus seiner Ehe mit Ananthalakshmi Devi gingen zwei Söhne sowie zwei Töchter hervor.

## Hintergrundliteratur
- Lucien D. Benichou: From Autocracy to Integration. Political Developments in Hyderabad State (1938–1948), Orient Longman, Hyderabad 2000